# Friedrich von Sparneck

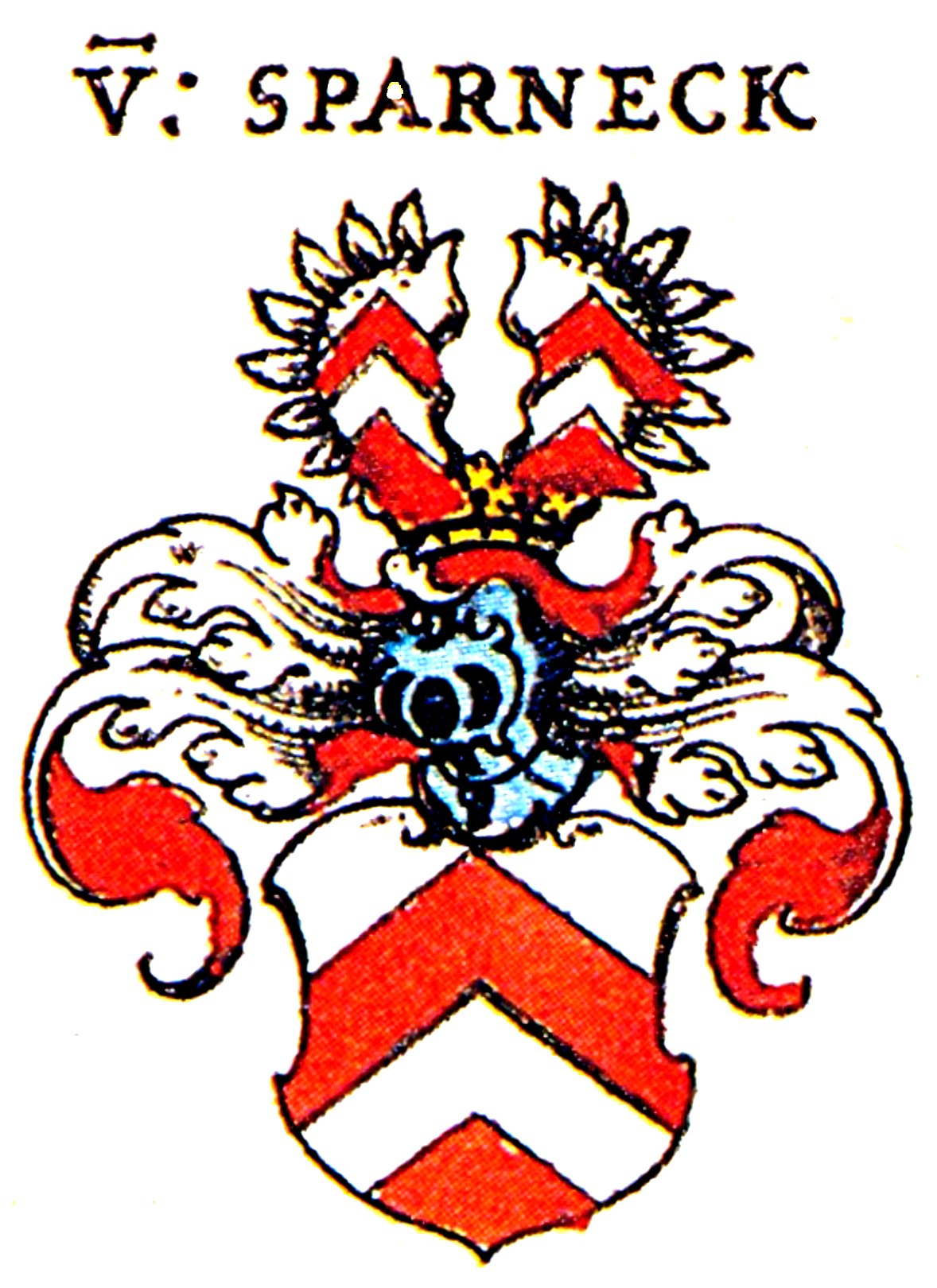
Wappen der Familie von Sparneck aus Siebmachers Wappenbuch

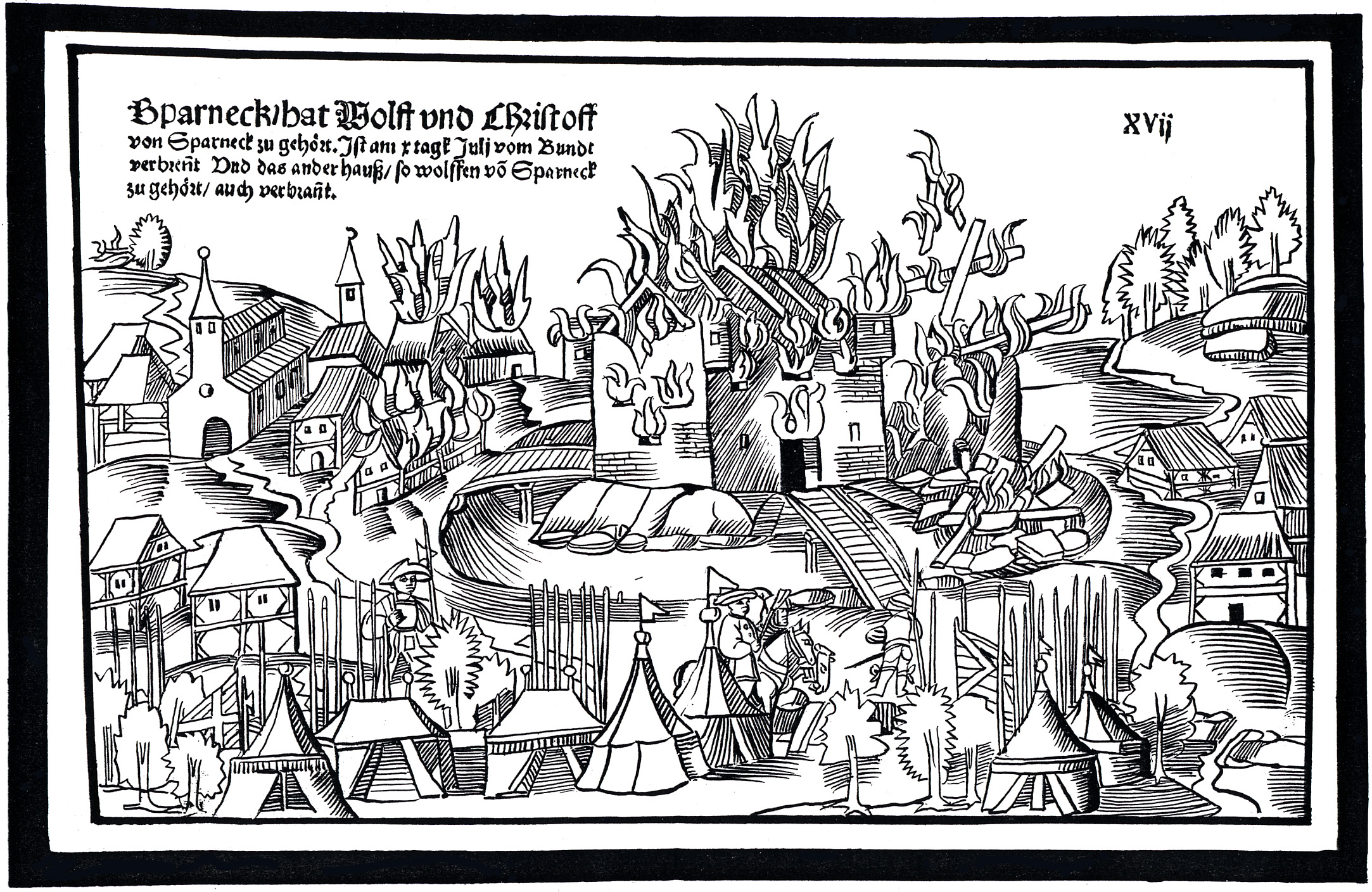
Sogenannter Wandereisen-Holzschnitt von 1523, links im Hintergrund das Klostergebäude, daneben die Klosterkirche, heute Chorraum von St. Veit

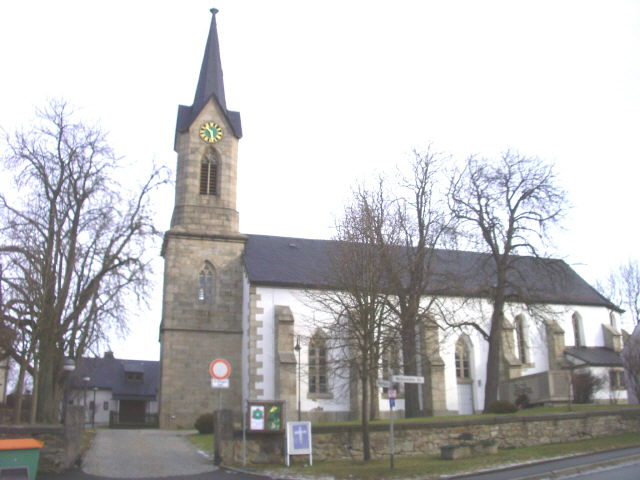
St. Veits Kirche in Sparneck

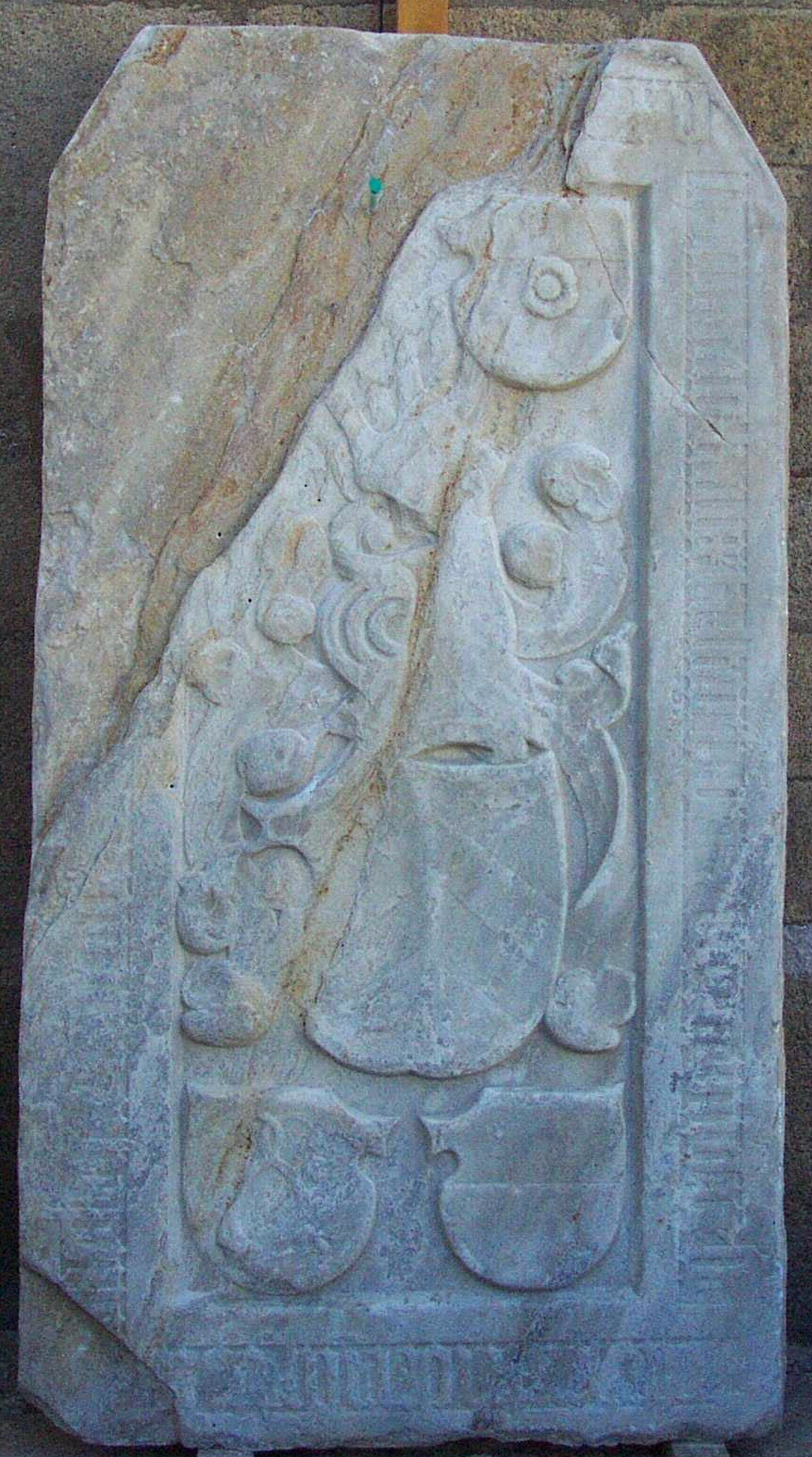
Epitaph des Klosterstifters Friedrich von Sparneck

Friedrich von Sparneck († 14. Oktober 1477) war Gründer des Klosters Sparneck.

## Familie von Sparneck
Friedrich stammte aus dem fränkischen Adelsgeschlecht derer von Sparneck. Die Gemeinde Sparneck gehört heute zum Landkreis Hof in Oberfranken. Der Besitz des Stammlandes der Sparnecker umfasste etwa die Ausmaße des früheren Landkreises Münchberg, es gab allerdings auch weiteren Streubesitz im Egerland.
Friedrich war Sohn eines weiteren Friedrich und einer Frau von Aufseß und ein Enkel des Rüdiger von Sparneck. Er heiratete am 15. Juni 1445 Else von Freudenberg. Ihre Söhne hießen Fritz, Kaspar und Christoph.

## Kloster Sparneck
Das Kloster Sparneck war ein Kloster der Karmeliten in Sparneck in der Diözese Bamberg und war dem heiligen Ägidius, einem der Vierzehn Nothelfer, geweiht. Friedrich soll der Sage nach während des Bayerischen Krieges gelobt haben, ein Kloster zu spenden, wenn seine Besitzungen vor Schaden bewahrt würden. Eine andere These vermutet den Reformeifer von Ordensgeneral Johannes Soreth (1451–1491), ausgehend vom Karmelitenkloster Bamberg, als treibende Kraft der Klostergründung.
Kurz vor der Fertigstellung im Jahr 1477 starb der Erbauer am 10. Oktober und wurde in einer Gruft unterhalb des Altarraumes der heutigen Kirche beigesetzt.
Das Kloster wurde von Friedrichs Sohn Christoph fertiggestellt und von Mönchen des Karmeliten-Ordens bewohnt. Bis 1534 sind 15 Priore namentlich bekannt. Nach der Reformation verfiel es allerdings schnell wieder, wurde 1550 verkauft und später abgebrochen.
Es befand sich neben der heutigen evangelischen Kirche St. Vitus. Sie ging 1562 aus der Klosterkirche hervor und bekam im Jahr 1695 ein neues Kirchenschiff und einen steinernen Turm. Die alte Kirche bildet heute den Chorraum.

## Epitaph und Gruft des Friedrich von Sparneck
Die Inschrift des Epitaphs lautet sinngemäß: „Am 14. Oktober 1477 starb der ehrbare und veste Junker Friedrich von Sparneck hier zu Beginn des Klosters begraben - Gott möge ihm gnädig sein.“ Zentrales Motiv ist das Sparnecker Wappen mit einer höchst ungewöhnlichen Darstellung der Helmzier. Drei der vier Wappen in den Ecken sind sicher zugeordnet, es handelt sich um die Wappen derer von Aufseß, von Seckendorff und von Freudenberg.
Ursprünglich verschloss das Epitaph die Gruft des Friedrich. Diese wurde nach dem großen Brand von 1845 wiederentdeckt und die Grabplatte im Kirchturm aufgestellt. Bei der letzten Kirchenrenovierung (1998–2001) wurden zwei Gruftanlagen erneut entdeckt. Die Grabplatte, die inzwischen erhebliche Abnutzungserscheinungen aufwies, wurde restauriert. Eine farbige Zeichnung von 1792 im Staatsarchiv Bamberg zeigt das Epitaph als Bodenplatte in einem deutlich besseren Zustand.

## Forschung
Schon viele Forscher haben über das auf dem Epitaph oben links spekuliert. Gewöhnlich befindet sich dort das (groß-)väterliche Wappen, aber auf der Zeichnung von 1792 sieht man deutlich ein Wappen, ähnlich dem Wappen der Aufseß, mit einem Querbalken, auf dem ein kreisrundes Symbol (aber vermutlich keine Rose) sitzt.
Nachdem in der Sparnecker Kirche zwei Grüfte bekannt sind, stellt sich die Frage, welche Gruft die des Friedrich war. Die Gruft vor dem Chorraum stürzte irgendwann ein und wurde mit Schutt verfüllt. Bei Einbau einer Heizung im 20. Jahrhundert wurden auch Heizungsrohre durchgezogen. Die zweite Gruft in Altarnähe wurde bei der Restauration 1998–2001 geöffnet. In dem gewölbten Raum, der sich an einer Stelle verbreiterte, lagen mehrere Schädel und Knochen durcheinander.